# کنگس-پودوشه
کنگس-پودوشه (به لهستانی:  Knis-Podewsie) یک روستا در لهستان است که در گمینا رن واقع شده‌است.